# دير ساكيا

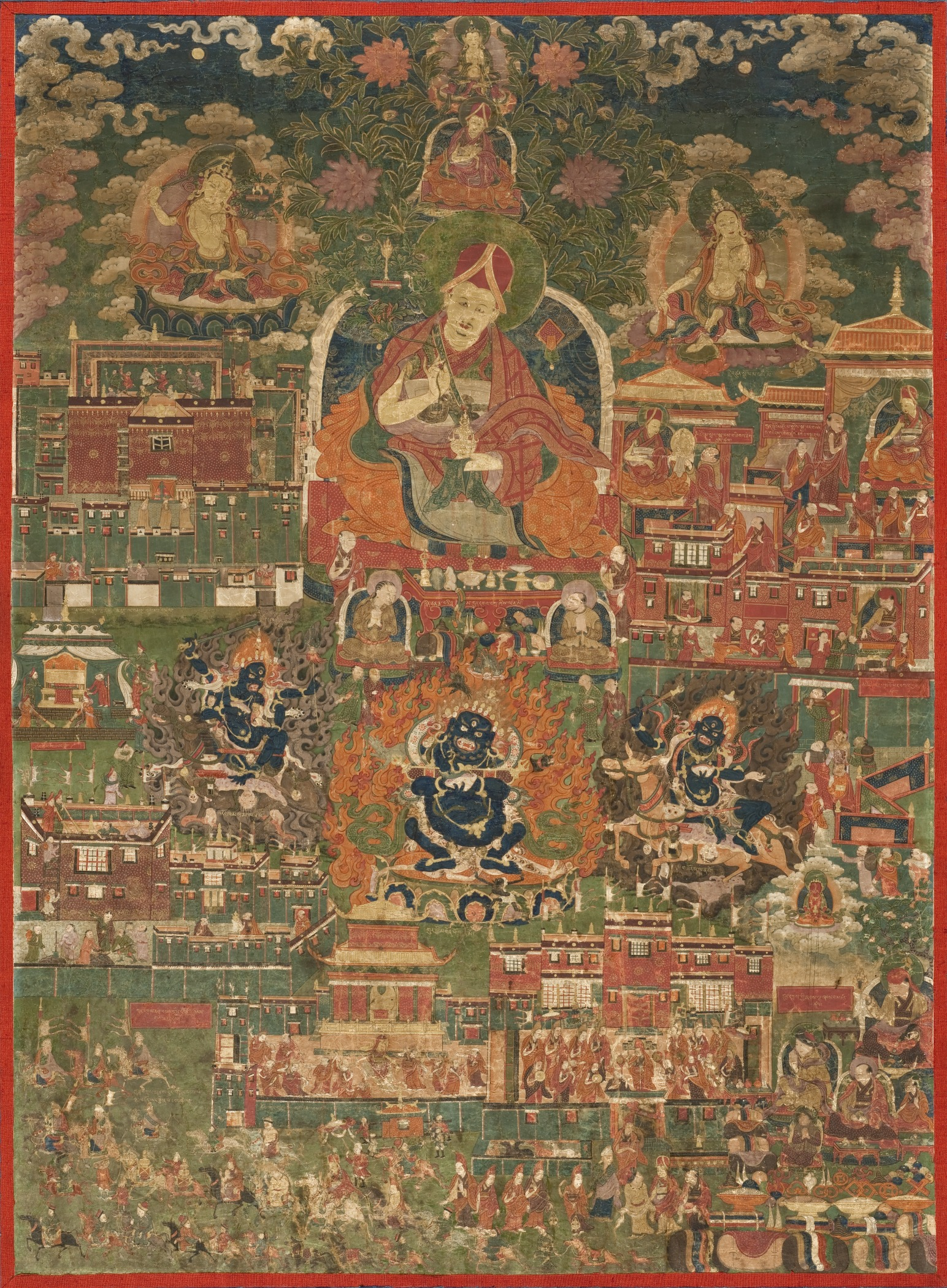
الرئيس الديري كونغا تاشي وحوادث من حياته (رئيس ديري لساكيا عاش من عام 1688 حتى عام 1711)

دير ساكيا (بالتبتيَّة: ས་སྐྱ་དགོན་པ།) هو دير بوذي يقع على بعد 25 كيلومتر جنوب شرقي أحد الجسور الواقعة بدورها على بعد نحو 127 كيلومتر غربي مدينة شيغاتسي على الطريق المؤدي إلى بلدة تينغري في التبت.
يُعدّ الدير مقر مذهب ساكيا البوذي التبتي. يعود الفضل في تأسيس دير ساكيا إلى كونتشوغ غيالبو الذي شيَّده عام 1073. كان كونتشوغ غيالبو بالأصل راهباً على مذهب النيينغما من عائلة نبيلة ذات نفوذ في منطقة تسانغ وهكذا غدا كونتشوغ غيالبو أول «ساكيا تريزن» (وهو اللقب التقليدي لقائد مذهب الساكيا).

## معرض صور

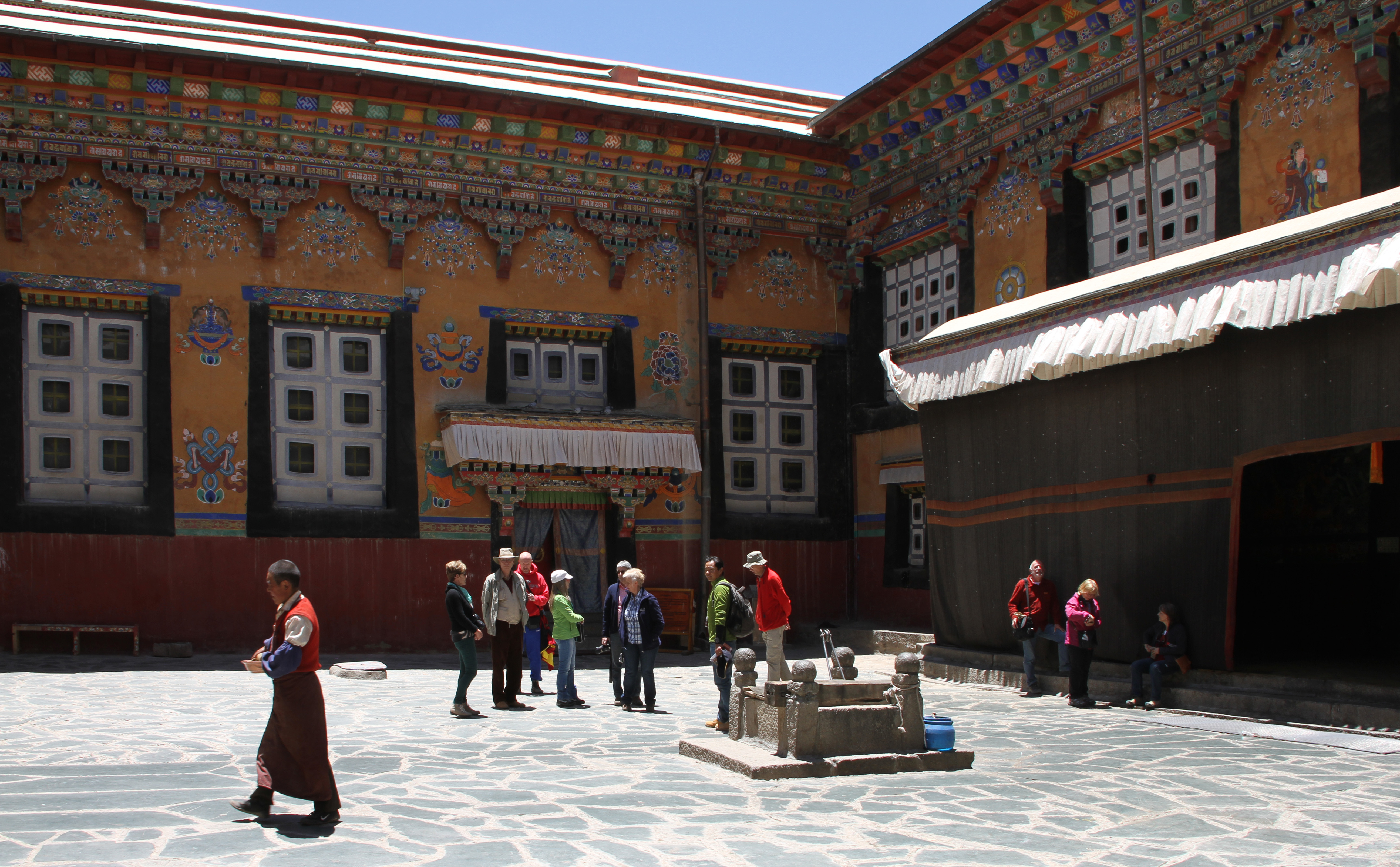
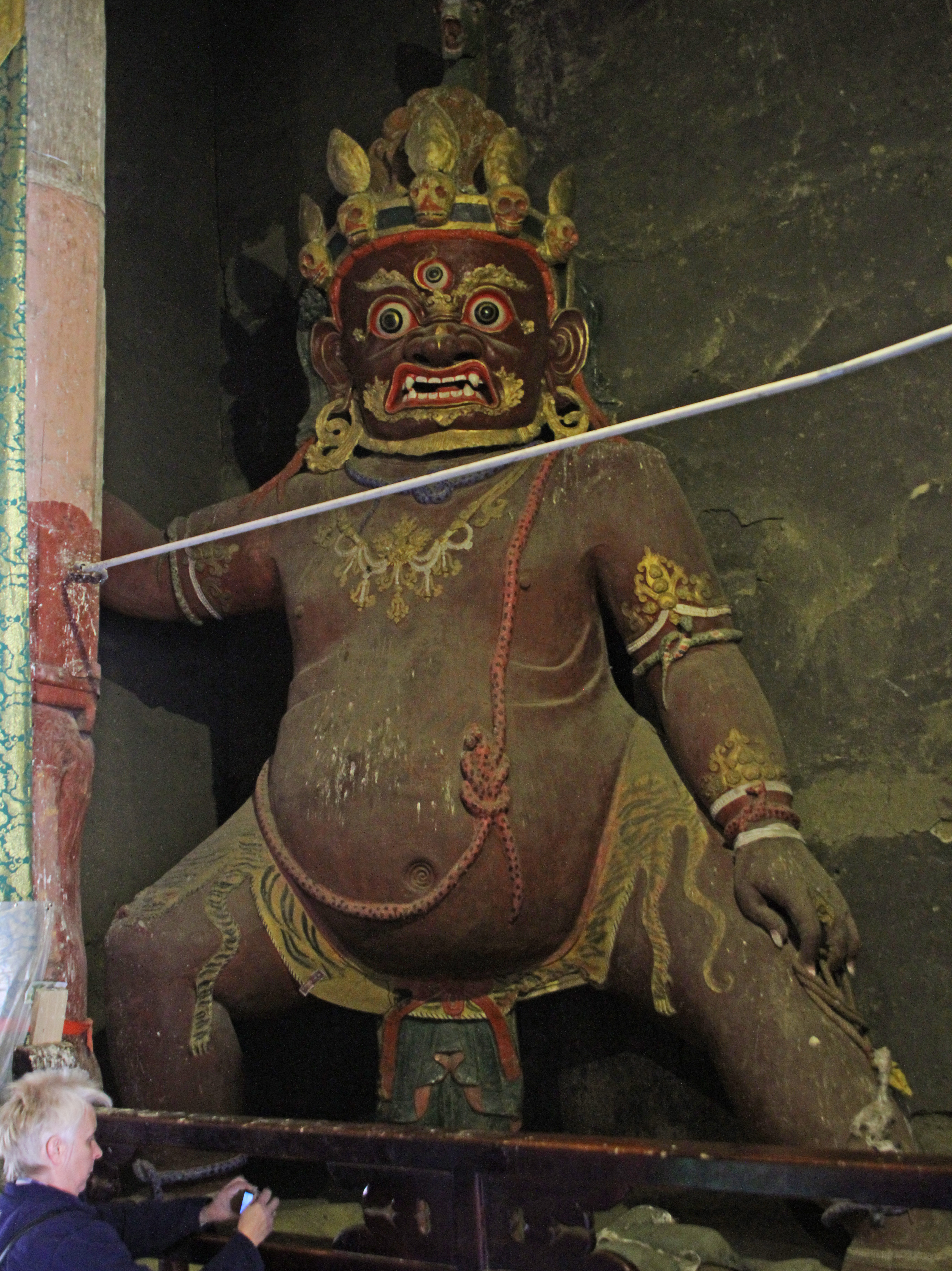
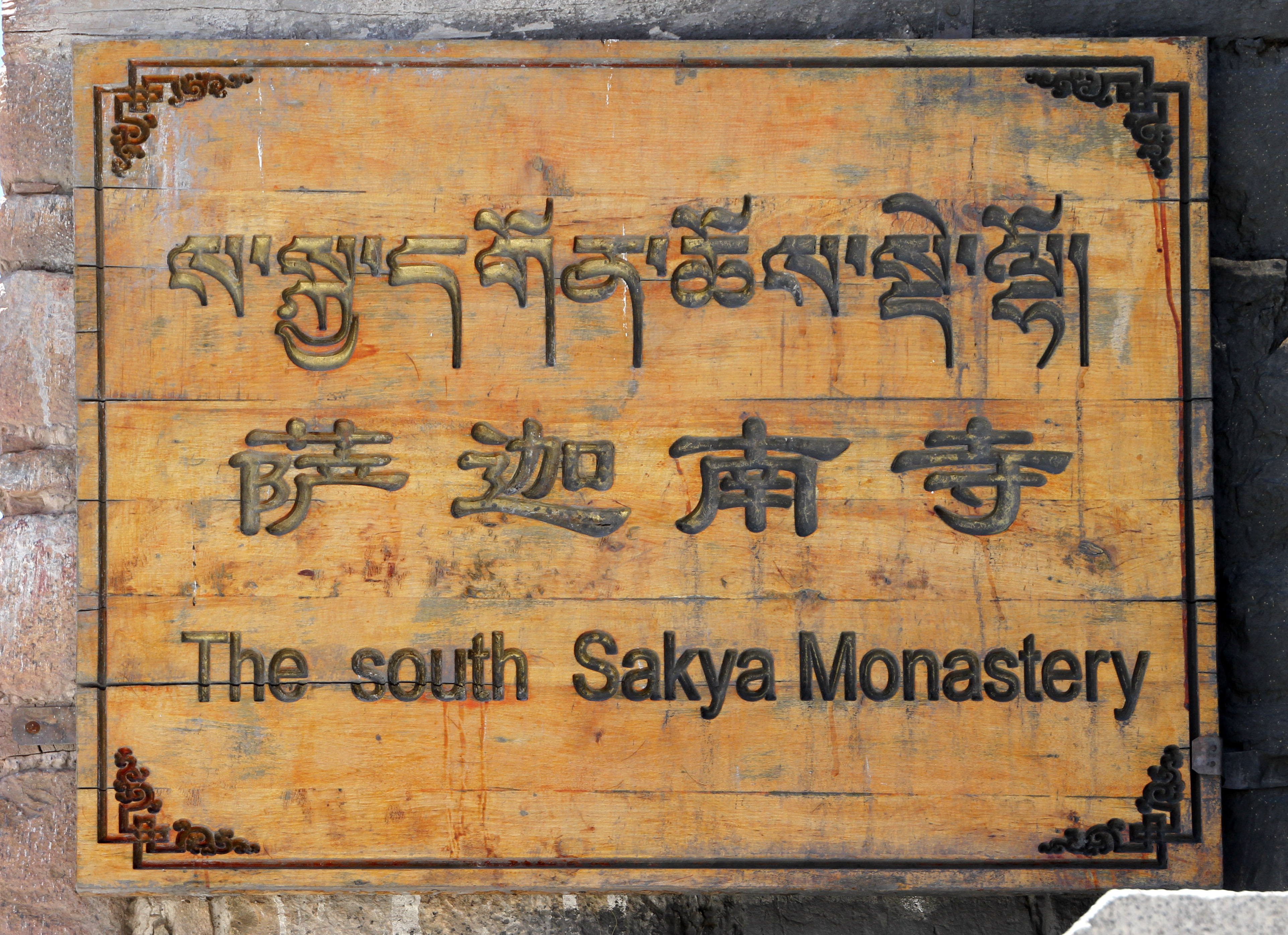
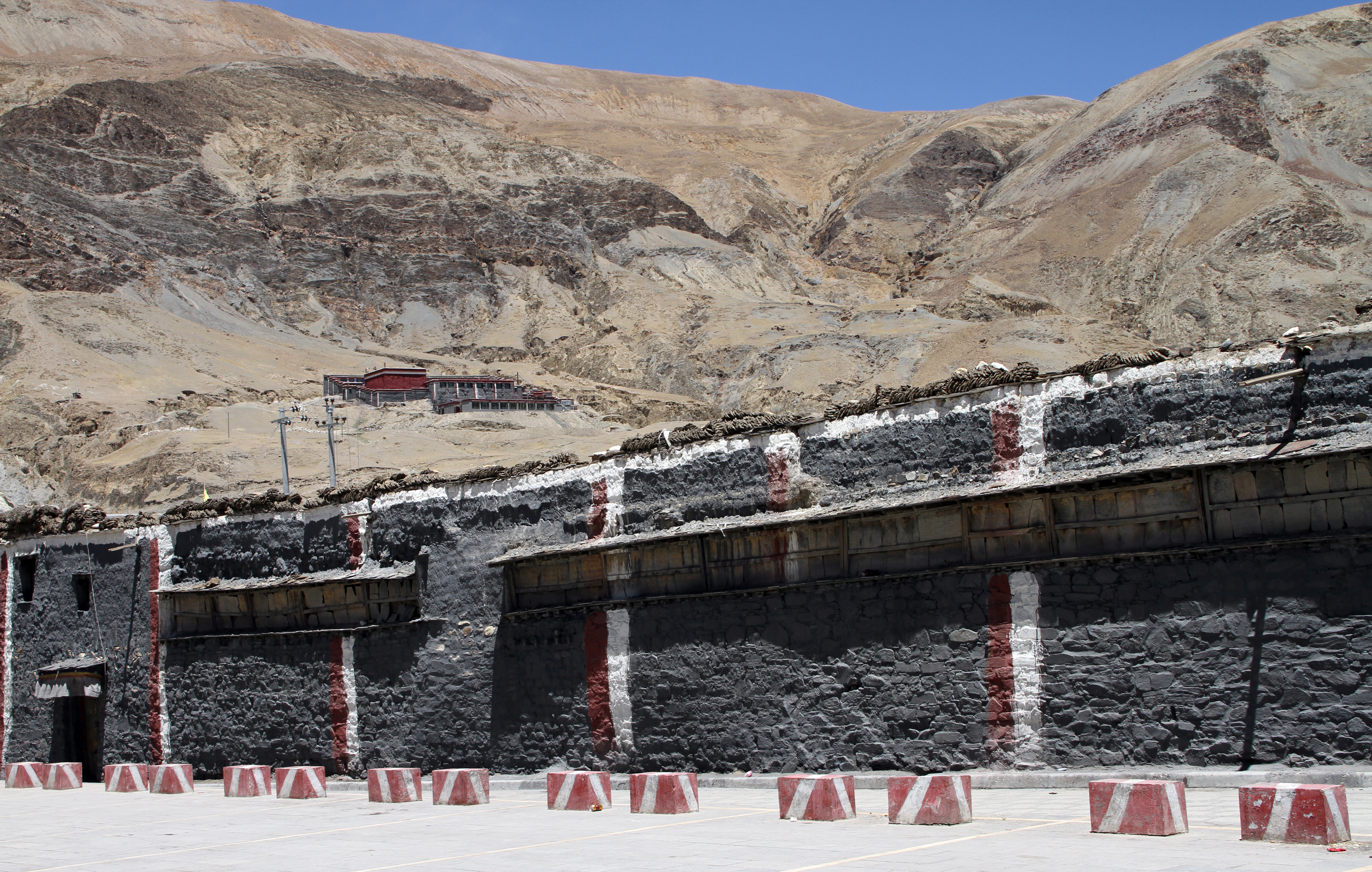
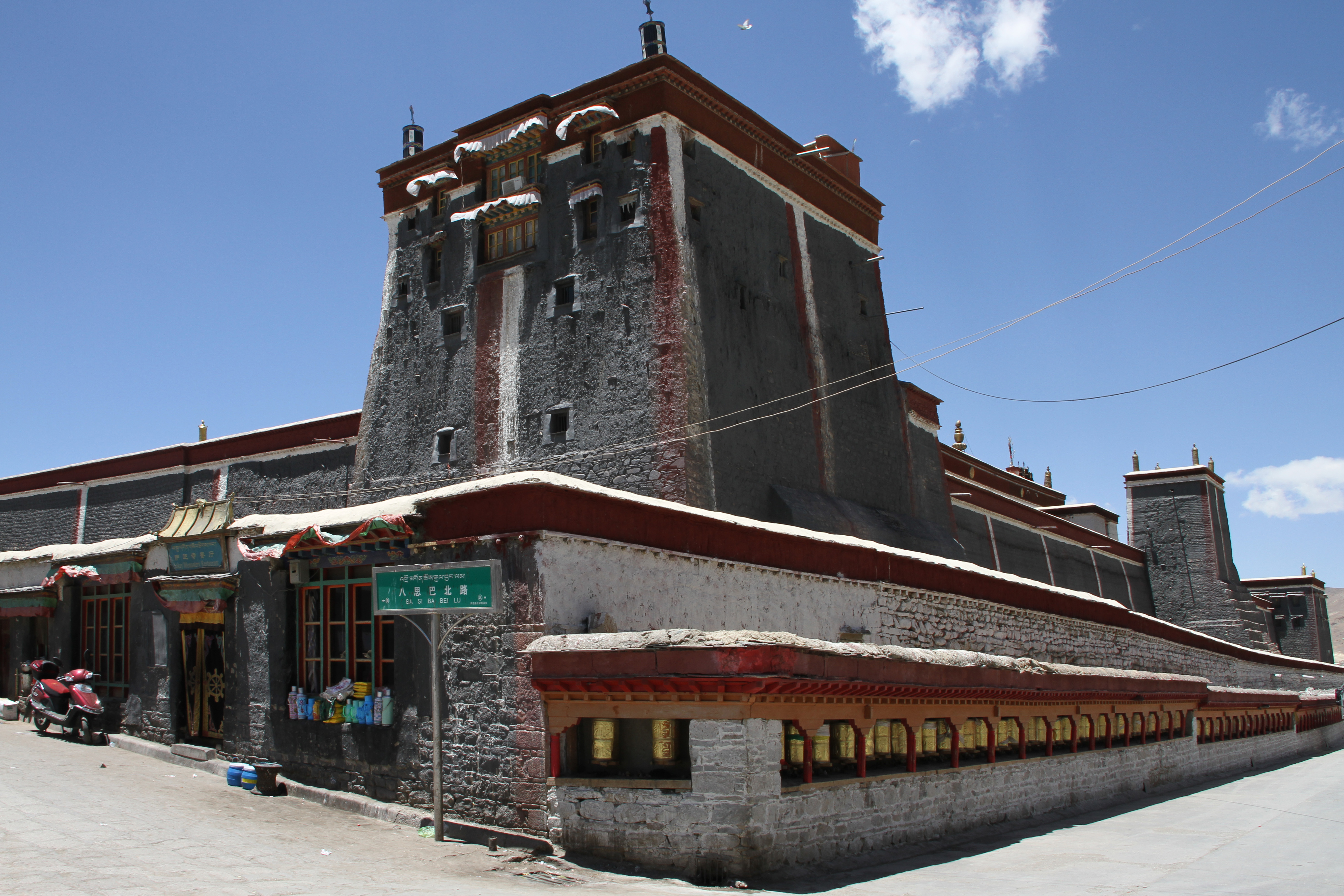
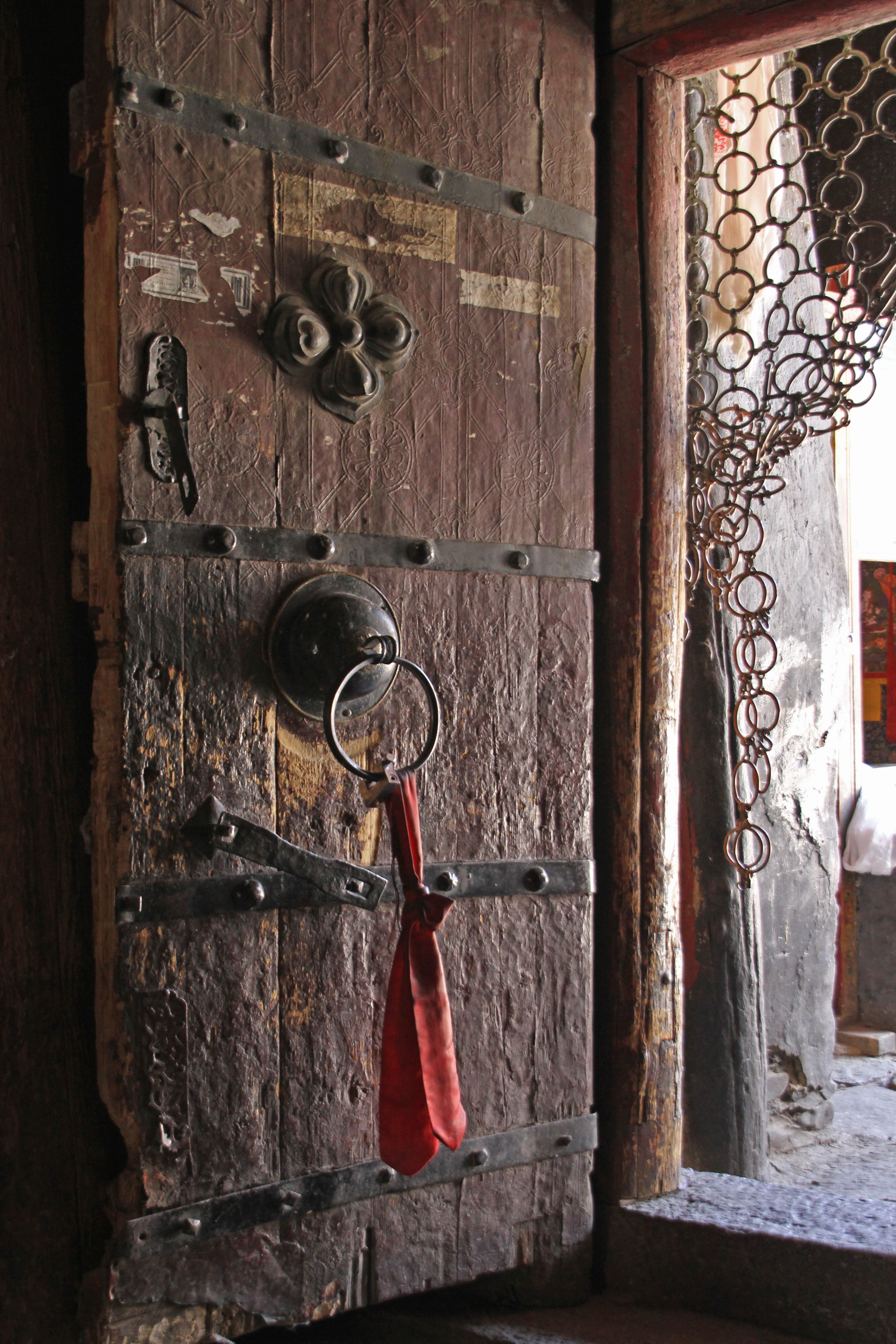